# أندرو بيرسي بينيت
أندرو بيرسي بينيت (30 يوليو 1866 في المملكة المتحدة - 3 نوفمبر 1943) (بالإنجليزية: Andrew Percy Bennett)‏ هو لاعب كريكت نيوزلندي. لعب مع Nelson cricket team ‏.

## وصلات خارجية
- أندرو بيرسي بينيت على موقع إي آس بي آن كريك إنفو (الإنجليزية)